# Szívverés
Szívverés – debiutancka płyta Csézy, która swoją premierę miała w 2007. Po ukazaniu płyty Csézy zdobyła nagrodę Fonograf Węgierskiej Akademii Muzycznej w kategorii "Odkrycie roku" (2008). Angielska wersja tytułowej piosenki reprezentowała Węgry w Konkursie Piosenki Eurowizji 2008

## Lista utworów
1. Szívverés 3:40
2. Általad vagyok 4:17
3. Csak álom 3:33
4. Nem kell neked más 3:35
5. Egyetlen 3:44
6. Visszavárlak téged 3:46
7. Egy nap a világ 3:46
8. Bújj még hozzám 3:02
9. Búcsúzz el 4:13
10. Ez az a táj 4:48
11. Tedd azt ma éjjel 3:45
12. Álom volt 4:15
13. Ne akarj tõlem mást 3:54
14. Wonderful life 3:45

## Twórcy
- Csézy - wokal
- Rita Ambrus - wokal
- Szabolcs Harmath - gitara, gitara basowa
- Zoltán Sipeki - gitara
- János Menyhárt - gitara
- Gergő Kolta - gitara
- Gábor Závodi - instrumenty klawiszowe
- Richard Révész - organki
- Zsolt Jánky - instrumenty perkusyjne
- Csiszár Ferenc - instrumenty perkusyjne